# Bourget-en-Huile
Bourget-en-Huile é uma comuna francesa na região administrativa de Auvérnia-Ródano-Alpes, no departamento da Saboia. Estende-se por uma área de 6.79 km². Em 2010 a comuna tinha 151 habitantes (densidade: 22,2 hab./km²).